# Liste der Monuments historiques in Murtin-et-Bogny
Die Liste der Monuments historiques in Murtin-et-Bogny führt die Monuments historiques in der französischen Gemeinde Murtin-et-Bogny auf.

## Liste der Objekte
| Bezeichnung                                    | Beschreibung                                  | Standort                                       | Kennzeichnung | Schutzstatus | Datum | Bild |
| ---------------------------------------------- | --------------------------------------------- | ---------------------------------------------- | ------------- | ------------ | ----- | ---- |
| Taufbecken                                     | Stein, 16. Jahrhundert                        | Bogny-lès-Murtin, in der Kirche St-Rémi (Lage) | PM08000355    | Classé       | 1070  |      |
| Reliquienschrein der heiligen Margaretha       | Kupfer, Silber, bezeichnet 1467               | Murtin, in der Kirche St-Marguerite (Lage)     | PM08000353    | Classé       | 1898  |      |
| Skulptur Der heilige Georg besiegt den Drachen | Holz, 16. Jahrhundert                         | Murtin, in der Kirche St-Marguerite (Lage)     | PM08000356    | Classé       | 1970  |      |
| Skulptur Heilige Margaretha                    | Holz, 16. Jahrhundert                         | Murtin, in der Kirche St-Marguerite (Lage)     | PM08000357    | Classé       | 1970  |      |
| Schädelreliquiar der heiligen Margaretha       | Silber, 13. Jahrhundert                       | Murtin, in der Kirche St-Marguerite (Lage)     | PM08000354    | Classé       | 1898  |      |
| Kruzifix                                       | Holz, farbig gefasst,16. oder 17. Jahrhundert | Murtin, in der Kirche St-Marguerite (Lage)     | PM08000358    | Classé       | 1970  |      |